# Liste des cépages par climat

## Climat océanique

### Cépages rouges
- Aramon
- Aubun (Coteaux du Languedoc)
- Cabernet franc (Bordeaux, Buzet, Touraine)
- Cabernet-sauvignon (Bordelais, Buzet, Madiran, Fronton, Touraine, Provence)
- Carménère (Bordelais, cépage oublié)
- Côt (Bordelais, Anjou, Cahors, Buzet, Touraine)
- Courbu noir (Sud-Ouest, Béarn, Pays Basque)
- Duras (Gaillac)
- Fer Servadou ou Haire (Sud-Ouest, Béarn, Fronton)
- Grolleau (Val de Loire)
- Malbec (Bordelais, très implanté en Argentine)
- Merlot (Pomerol)
- Muscat à petits rouges ou noir
- Négrette (Fronton, Gaillac)
- Petit Verdot (Médoc)
- Romorantin (Cour-Cheverny, Valencay)
- Tannat (Béarn, Cahors, Madiran)

### Cépages blancs
- Chenin (Val de Loire, Limoux)
- Colombard (Armagnac, Cognac, Bordeaux)
- Folle-Blanche (Armagnac, Cognac, Charentes)
- Jurançon (Armagnac, Cognac, Charentes)
- Mauzac blanc (Sud-Ouest, « blanquette de Limoux »)
- Muscadelle (Bordeaux, Buzet, Gaillac, Sauternes)
- Melon de Bourgogne (Pays Nantais)
- Ondenc (Sud-Ouest)
- Sauvignon (Bordeaux)
- Sémillon (Sud-Ouest)
- Ugni blanc (1er cépage blanc français, 100 000 ha : Bordelais, Charentes, Cognac, Armagnac, Méditerranée)

## Climat continental

### Cépages rouges
- Diolinoir (Suisse, principalement en Valais)
- Jurançon noir
- Pinot meunier (Champagne, Côtes de Toul)
- Mondeuse (Savoie, Bugey)
- Pinot noir (Champagne, Bourgogne, Alsace, Savoie, Touraine, Jura)
- Poulsard (Jura)
- Trousseau (Jura)
- Gamaret (Suisse)
- Garanoir (Suisse)
- Gamay (Beaujolais, pays de Loire, Savoie, Marmandais, Gaillac, Vaud, Valais)

### Cépages blancs
- Auxerrois (Alsace, Côtes de Toul, Côtes de Meuse, Coteaux de Coiffy, etc.)
- Aligoté (Bourgogne, Beaujolais, Savoie)
- Chardonnay (Bourgogne, Beaujolais, Champagne, et beaucoup de crémants : Alsace, Savoie, Touraine)
- Chasselas (Alsace, Savoie, Vaud, Valais)
- Gewurztraminer (Alsace, Moselle), cépage rosé donnant des vins blancs
- Jacquère (Savoie, Bugey)
- Klevener (en Alsace aux environs de Heiligenstein)
- Melon (Beaujolais, Bourgogne, Muscadet)
- Molette (Savoie)
- Pinot blanc (Alsace, Champagne, Bourgogne, Moselle)
- Müller-Thurgau (Moselle, etc.)
- Pinot gris (Champagne, Alsace, Bourgogne, Moselle), cépage rosé donnant des vins blancs. N'a plus le droit d'être appelé Tokay.
- Riesling (Alsace, Moselle)
- Roussanne ou bergeron (Savoie)
- Roussette ou altesse (Savoie)
- Savagnin (Jura, le vin jaune)
- Tressalier (Saint-Pourçain), vins effervescents ou tranquilles

## Climat méditerranéen

### Cépages rouges
- Alicante Bouschet (Languedoc, Corse, cépage teinturier à jus rouge)
- Aubun (Coteaux du Languedoc)
- Cabernet-sauvignon (Provence)
- Carignan N (Languedoc-Roussillon, Provence, Corse, 1er cépage planté en France avec 170 000 ha)
- Cinsault (Sud de la France, Corse, Afrique du Nord)
- Counoise (Provence, Languedoc, Côtes du Rhône)
- Grenache noir ou gris (Sud de la France, Corse)
- Mourvèdre (Provence, vallée du Rhône, Corse)
- Muscardin (Châteauneuf du Pape)
- Nielluccio (Corse)
- Listan negro (Îles Canaries)
- Sciaccarello (Corse)
- Syrah (Vallée du Rhône, Provence, Languedoc, Gaillac)
- Téoulier (Provence)
- Terret noir (Provence, Languedoc)
- Picardan (Châteauneuf-du-Pape)
- Tempranillo (cépage rouge le plus planté en Espagne)

### Cépages blancs
- Bourboulenc (Provence, Languedoc)
- Grenache blanc (Provence, Languedoc, Roussillon)
- Maccabeu (Roussillon, Languedoc)
- Malvoisie (Méditerranée)
- Marsanne (Vallée du Rhône, très implanté en Australie)
- Muscat blanc ou à petits grains blancs (Méditerranée pour vins VDN)
- Picpoul (Languedoc)
- Rolle (Bellet, c'est le vermentino de Corse et d'Italie
- Sauvignon (Provence)
- Sémillon (Provence)
- Vermentino (Provence, Languedoc, Corse)
- Viognier (vallée du Rhône)
- Clairette (Méditerranée)

### Cépages de table
- Doukkala (Maroc)
- Muscat du Ventoux (Vaucluse)

## Climat équatorial

### Cépages rouges
Carignan (Rangiroa - Vin de Tahiti, Gabon)
Syrah (Gabon)

### Cépages blancs
Muscat Petits Grains (Gabon)

## Climat montagnard

### Cépages rouges
- Blaufränkisch
- Mollard (Hautes-alpes (IGP)
- Humagne rouge

### Cépages blancs
- Altesse (Roussette de Savoie)
- Jacquère (Vignoble de Savoie)
- Humagne blanche